# Мисливець за нацистами
Мисливець за нацистами — це особа, яка вистежує й збирає інформацію про ймовірних колишніх нацистів, громадян Третього Рейху, його союзників, а також нацистських колабораціоністів, які брали участь у Голокості, як правило, для притягнення до суду, за звинуваченнями у воєнних злочинах і злочинах проти людяності. Серед видатних мисливців на нацистів — Симон Візенталь, Тув'я Фрідман, Серж Кларсфельд, Беата Кларсфельд, Іоан Саєр, Ярон Сворай, Елліот Уеллс та Ефраїм Зурофф.

## Історія

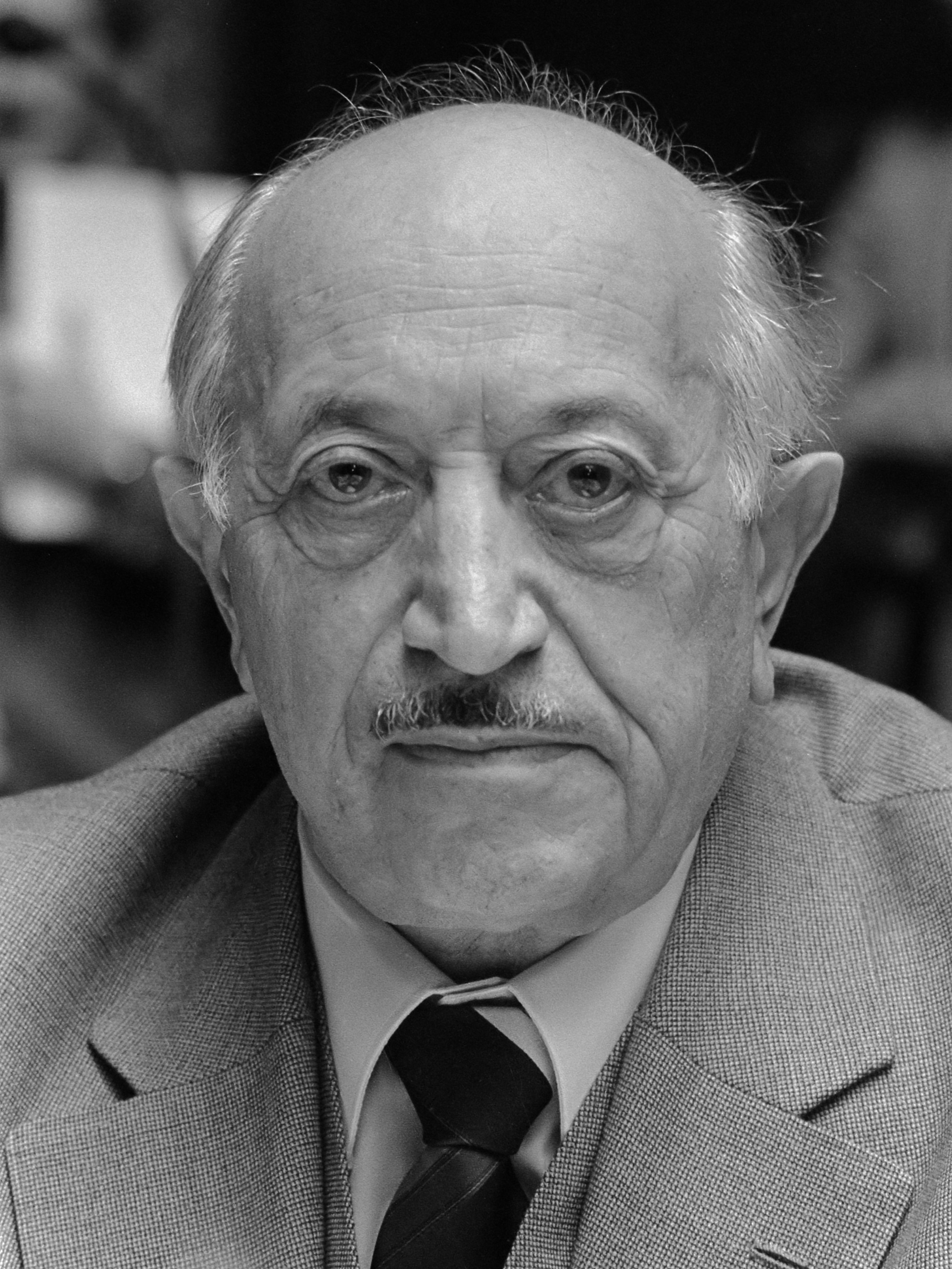
Симон Візенталь

З початком Холодної війни після Другої світової війни як західні союзники, так і СРСР шукали колишніх нацистських учених і оперативників для таких програм, як Операція «Скріпка» та Операція «Осоавіахім». Тим часом пошук нацистських злочинців для їхнього покарання був майже припинений, особливо починаючи з 1960-х років. Колишнім нацистам, таким як Вернер фон Браун і Райнгард Гелен, час від часу надавався захист держави в обмін на цінну інформацію чи послуги. У той час Гелен був головою німецької Федеральної розвідувальної служби або Bundesnachrichtendienst (федерального розвідувального агентства), засновником «Організації Гелена».
У відповідь на фактичну бездіяльність «Союзників» у пошуку нацистів-втікачів почали з'являтися мисливці на нацистів, які самостійно шукали нацистів або створювали групи, такі як Центр Симона Візенталя. Методи, якими користуються мисливці на нацистів, включають пропозицію винагороди за інформацію.
Найбільшим успіхом мисливців за нацистами вважається арешт і суд над Адольфом Айхманом, який був завідувачем відділу гестапо IV-B-4, що відповідав за
«остаточне розв'язання єврейського питання». Він отримав широку відомість як «архітектор Голокосту»
Крім організацій, які спеціалізувалися на притягнені нацистів до відповідальності за міжнародним законодавством, діяли організації, які спеціалізувалися на самочинному вбивстві нацистів, зокрема Накам та TTG.
У наступні десятиліття мисливці за нацистами знайшли більшу співпрацю з урядами Західної та Південної Америки та державою Ізраїль. До кінця XX століття переслідування колишніх нацистів пішло на спад, оскільки більшість покоління, яке було активним у нацистському керівництві, померло. На сьогодні фактично не залишилося людей, які займали повноважні посади серед нацистів Третього Рейху.